# Face (raper)
Iwan Timofiejewicz Driomin (ros. Иван Тимофеевич Дрёмин, szerzej znany pod pseudonimem Face, ur. 8 kwietnia 1997 r. w Ufie) – rosyjski raper, zaliczony w 2022 r. do grupy najpopularniejszych rosyjskich raperów.
W dzieciństwie należał do gangu. Zadebiutował w 2015 r. Jego wczesne teksty były nastawione na młodzież, i traktowały o pieniądzach i seksie. W 2018 r. w jego utworach pojawia się poważniejsza tematyka, w tym krytyka polityki. Późniejsze utwory, coraz bardziej krytyczne co do władzy, poruszające m.in. tematy korupcji, spowodowały, że Driomin zaczął narażać się na szykany. Po rosyjskiej inwazji na Ukrainę w 2022 Driomin ją otwarcie skrytykował, po czym w marcu wyemigrował do Polski, obawiając się aresztowania w Rosji.

## Dyskografia

### Albumy studyjne
| Rok  | Dane dot. albumu                                                                                    | Źródło |
| ---- | --------------------------------------------------------------------------------------------------- | ------ |
| 2017 | Hate Love - Data wydania: 8 kwietnia 2017                                                           | [ 2 ]  |
| 2017 | No Love - Data wydania: 10 września 2017                                                            | [ 3 ]  |
| 2018 | Puti nieispowiedimy - Oryginalna pisownia tytułu: Пути неисповедимы - Data wydania: 2 września 2018 | [ 4 ]  |
| 2019 | 12 - Data wydania: 1 października 2019                                                              | [ 5 ]  |
| 2021 | Iskriennij - Oryginalna pisownia tytułu: Искренний - Data wydania: 8 kwietnia 2021                  | [ 6 ]  |

### Mixtape
| Rok  | Dane dot. albumu                    | Źródło |
| ---- | ----------------------------------- | ------ |
| 2019 | Slime - Data wydania: 1 lutego 2019 | [ 7 ]  |